# Santos FC Ouagadougou
Santos FC Ouagadougou is een Burkinese voetbalclub uit de hoofdstad Ouagadougou. De club speelde de laatste jaren in de hoogste klasse maar na het seizoen 2007 degradeerde de club. Santos werd tiende op veertien clubs maar het aantal toegelaten clubs uit de hoofdstad werd verminderd en Santos was de slechts presterende club uit Ouagadougou. In 2011 promoveerde de club terug.

## Erelijst
Tweede klasse
1986, 1991, 1992

## Bekende spelers
- Aristide Bancé

AJEB · US Comoé de Banfora · Racing Club de Bobo · AS Douanes · AS Faso-Yennenga · AS Fonctionnaires · US Forces Armées · Rail Club du Kadiogo · ASEC Koudouguou · Majestic SC · Étoile Filante Ouagadougou · US Ouagadougou · AS Police · Rahimo FC · Salitas FC · AS SONABEL